# Giro Donne 2007
Il Giro Donne 2007, diciottesima edizione della corsa, si svolse in nove tappe più un cronoprologo iniziale dal 6 al 14 luglio 2007 per un totale di 895,3 km. Fu vinto dalla lituana Edita Pučinskaitė, in forza alla Equipe Nürnberger Versicherung, davanti a Nicole Brändli e María Isabel Moreno.

## Le tappe
| Tappa  | Data      | Percorso                                    | km    | Vincitore di tappa  | Leader cl. generale |
| ------ | --------- | ------------------------------------------- | ----- | ------------------- | ------------------- |
| Prol.  | 6 luglio  | Crocetta del Montello (Cron. individuale)   | 3     | Edita Pučinskaitė   | Edita Pučinskaitė   |
| 1ª     | 7 luglio  | Riese Pio X > Pontecchio Polesine           | 168   | Giorgia Bronzini    | Edita Pučinskaitė   |
| 2ª     | 8 luglio  | Correggio/Rio Saliceto > Correggio          | 125,7 | Marianne Vos        | Diana Žiliūtė       |
| 3ª     | 9 luglio  | Buti > Prato a Calci (Cron. individuale)    | 10,2  | Edita Pučinskaitė   | Edita Pučinskaitė   |
| 4ª     | 10 luglio | Novara > Novara                             | 122,6 | Ina-Yoko Teutenberg | Edita Pučinskaitė   |
| 5ª     | 11 luglio | Cittiglio > Cittiglio                       | 104,5 | Nicole Brändli      | Edita Pučinskaitė   |
| 6ª     | 12 luglio | Cornaredo > Cornaredo                       | 132,3 | Judith Arndt        | Edita Pučinskaitė   |
| 7ª     | 13 luglio | Misinto/Lazzate > Ceriano Laghetto/Cogliate | 124,6 | Ina-Yoko Teutenberg | Edita Pučinskaitė   |
| 8ª     | 14 luglio | Seregno > Seregno                           | 104,4 | Svetlana Bubnenkova | Edita Pučinskaitė   |
| Totale | Totale    | Totale                                      | 895,3 |                     |                     |

## Squadre e corridori partecipanti
| N.    | Cod. | Squadra                        |
| ----- | ---- | ------------------------------ |
| 1-8   | AAD  | AA-Drink Cycling Team          |
| 9-16  | RLT  | Raleigh-Lifeforce-Creation-HB  |
| 17-24 | BPD  | Bizkaia-Panda Software-Durango |
| 25-32 | SAF  | Safi-Pasta Zara-Manhattan      |
| 33-40 | MGT  | Menikini-Selle Italia-Gysko    |
| 41-48 | FRW  | Team FRW-RDZ-Gauss             |
| 49-55 | TMP  | T-Mobile Women                 |
| 56-63 | DGC  | Team Dilà-Guerciotti-Cogeas    |
| 64-71 | MIC  | Michela Fanini-Record-Rox      |
| 72-79 | BFL  | Team Flexpoint                 |

| N.      | Cod. | Squadra                           |
| ------- | ---- | --------------------------------- |
| 80-87   | TOG  | Top Girls Fassa Bortolo-Raxy Line |
| 88-95   | SEM  | Saccarelli-Emu-SEA-Marsciano      |
| 96-102  | BCT  | Bigla Cycling Team                |
| 103-109 | FEN  | Fenixs-HPB                        |
| 110-116 | NUR  | Equipe Nürnberger Versicherung    |
| 117-124 | USC  | Chirio-Forno d'Asolo              |
| 125-132 | DSB  | Team DSB Bank                     |
| 133-139 | COL  | Colavita-Sutter Home              |
| 140-147 | ESP  | Nazionale spagnola                |

## Dettagli tappa per tappa

### Prologo
- 6 luglio: Crocetta del Montello – Cronometro individuale – 3 km

Risultati
| Pos. | Corridore         | Squadra | Tempo |
| ---- | ----------------- | ------- | ----- |
| 1    | Edita Pučinskaitė | NUR     | 3'49" |
| 2    | Karin Thürig      | AAD     | a 1"  |
| 3    | Susanne Ljungskog | BFL     | a 2"  |

| Pos. | Corridore         | Squadra | Tempo |
| ---- | ----------------- | ------- | ----- |
| 1    | Edita Pučinskaitė | NUR     | 3'49" |
| 2    | Karin Thürig      | AAD     | a 1"  |
| 3    | Susanne Ljungskog | BFL     | a 2"  |

### 1ª tappa
- 7 luglio: Riese Pio X > Pontecchio Polesine – 168 km

Risultati
| Pos. | Corridore         | Squadra | Tempo    |
| ---- | ----------------- | ------- | -------- |
| 1    | Giorgia Bronzini  | SAF     | 4h13'35" |
| 2    | Regina Schleicher | NUR     | s.t.     |
| 3    | Grete Treier      | MIC     | s.t.     |

| Pos. | Corridore         | Squadra | Tempo    |
| ---- | ----------------- | ------- | -------- |
| 1    | Edita Pučinskaitė | NUR     | 4h17'24" |
| 2    | Karin Thürig      | AAD     | a 1"     |
| 3    | Susanne Ljungskog | BFL     | a 2"     |

### 2ª tappa
- 8 luglio: Correggio/Rio Saliceto > Correggio – 125,7 km

Risultati
| Pos. | Corridore     | Squadra | Tempo    |
| ---- | ------------- | ------- | -------- |
| 1    | Marianne Vos  | DSB     | 3h05'36" |
| 2    | Diana Žiliūtė | SAF     | s.t.     |
| 3    | Oenone Wood   | TMP     | s.t.     |

| Pos. | Corridore       | Squadra | Tempo    |
| ---- | --------------- | ------- | -------- |
| 1    | Diana Žiliūtė   | SAF     | 7h22'59" |
| 2    | Chantal Beltman | TMP     | a 6"     |
| 3    | Oenone Wood     | TMP     | a 7"     |

### 3ª tappa
- 9 luglio: Buti > Prato a Calci – Cronometro individuale – 10,2 km

Risultati
| Pos. | Corridore           | Squadra | Tempo  |
| ---- | ------------------- | ------- | ------ |
| 1    | Edita Pučinskaitė   | NUR     | 30'06" |
| 2    | María Isabel Moreno | ESP     | a 1"   |
| 3    | Fabiana Luperini    | MEN     | a 35"  |

| Pos. | Corridore           | Squadra | Tempo    |
| ---- | ------------------- | ------- | -------- |
| 1    | Edita Pučinskaitė   | NUR     | 7h53'14" |
| 2    | María Isabel Moreno | ESP     | a 24"    |
| 3    | Fabiana Luperini    | MGT     | a 48"    |

### 4ª tappa
- 10 luglio: Novara > Novara – 122,6 km

Risultati
| Pos. | Corridore           | Squadra | Tempo    |
| ---- | ------------------- | ------- | -------- |
| 1    | Ina-Yoko Teutenberg | TMP     | 3h04'00" |
| 2    | Rochelle Gilmore    | MGT     | s.t.     |
| 3    | Giorgia Bronzini    | SAF     | s.t.     |

| Pos. | Corridore           | Squadra | Tempo     |
| ---- | ------------------- | ------- | --------- |
| 1    | Edita Pučinskaitė   | NUR     | 10h57'14" |
| 2    | María Isabel Moreno | ESP     | a 24"     |
| 3    | Fabiana Luperini    | MGT     | a 48"     |

### 5ª tappa
- 11 luglio: Cittiglio > Cittiglio – 104,5 km

Risultati
| Pos. | Corridore         | Squadra | Tempo    |
| ---- | ----------------- | ------- | -------- |
| 1    | Nicole Brändli    | BCT     | 2h50'59" |
| 2    | Marta Bastianelli | SAF     | a 46"    |
| 3    | Marianne Vos      | DSB     | a 52"    |

| Pos. | Corridore           | Squadra | Tempo     |
| ---- | ------------------- | ------- | --------- |
| 1    | Edita Pučinskaitė   | NUR     | 13h49'05" |
| 2    | Nicole Brändli      | BCT     | a 18"     |
| 3    | María Isabel Moreno | ESP     | a 28"     |

### 6ª tappa
- 12 luglio: Cornaredo > Cornaredo – 132,3 km

Risultati
| Pos. | Corridore        | Squadra | Tempo    |
| ---- | ---------------- | ------- | -------- |
| 1    | Judith Arndt     | TMP     | 3h10'00" |
| 2    | Giorgia Bronzini | SAF     | s.t.     |
| 3    | Rochelle Gilmore | MGT     | s.t.     |

| Pos. | Corridore           | Squadra | Tempo     |
| ---- | ------------------- | ------- | --------- |
| 1    | Edita Pučinskaitė   | NUR     | 16h59'05" |
| 2    | Nicole Brändli      | BCT     | a 18"     |
| 3    | María Isabel Moreno | ESP     | a 28"     |

### 7ª tappa
- 13 luglio: Misinto/Lazzate > Ceriano Laghetto/Cogliate – 124,6 km

Risultati
| Pos. | Corridore           | Squadra | Tempo    |
| ---- | ------------------- | ------- | -------- |
| 1    | Ina-Yoko Teutenberg | TMP     | 2h58'23" |
| 2    | Rochelle Gilmore    | MGT     | s.t.     |
| 3    | Marianne Vos        | DSB     | s.t.     |

| Pos. | Corridore           | Squadra | Tempo     |
| ---- | ------------------- | ------- | --------- |
| 1    | Edita Pučinskaitė   | NUR     | 19h57'28" |
| 2    | Nicole Brändli      | BCT     | a 18"     |
| 3    | María Isabel Moreno | ESP     | a 28"     |

### 8ª tappa
- 14 luglio: Seregno > Seregno – 104,4 km

Risultati
| Pos. | Corridore           | Squadra | Tempo    |
| ---- | ------------------- | ------- | -------- |
| 1    | Svetlana Bubnenkova | FEN     | 2h38'00" |
| 2    | Grete Treier        | MIC     | s.t.     |
| 3    | Marta Bastianelli   | SAF     | s.t.     |

## Classifiche della corsa

### Classifica generale - Maglia rosa
| Pos. | Corridore           | Squadra | Tempo     |
| ---- | ------------------- | ------- | --------- |
| 1    | Edita Pučinskaitė   | NUR     | 22h36'49" |
| 2    | Nicole Brändli      | BCT     | a 18"     |
| 3    | María Isabel Moreno | ESP     | a 36"     |
| 4    | Fabiana Luperini    | MSG     | a 51"     |
| 5    | Tatiana Guderzo     | AAD     | a 1'02"   |
| 6    | Susanne Ljungskog   | FLX     | a 1'05"   |
| 7    | Judith Arndt        | TMP     | a 1'18"   |
| 8    | Grete Treier        | MIC     | a 1'39"   |
| 9    | Svetlana Bubnenkova | FEN     | a 1'49"   |
| 10   | Linda Villumsen     | TMP     | a 2'11"   |

### Classifica a punti - Maglia ciclamino
| Pos. | Corridore           | Squadra | Punti |
| ---- | ------------------- | ------- | ----- |
| 1    | Marianne Vos        | DSB     | 54    |
| 2    | Giorgia Bronzini    | SAF     | 45    |
| 3    | Grete Treier        | MIC     | 45    |
| 4    | Rochelle Gilmore    | MGT     | 38    |
| 5    | Ina-Yoko Teutenberg | TMP     | 30    |

### Classifica Gran Premio della Montagna - Maglia verde
| Pos. | Corridore           | Squadra | Punti |
| ---- | ------------------- | ------- | ----- |
| 1    | Svetlana Bubnenkova | FEN     | 32    |
| 2    | Luisa Tamanini      | SAF     | 32    |
| 3    | Edita Pučinskaitė   | NUR     | 28    |
| 4    | Noemi Cantele       | BCT     | 28    |
| 5    | Fabiana Luperini    | MGT     | 23    |

### Classifica giovani - Maglia bianca
| Pos. | Corridore         | Squadra | Tempo     |
| ---- | ----------------- | ------- | --------- |
| 1    | Tatiana Guderzo   | AAD     | 22h37'51" |
| 2    | Linda Villumsen   | TMP     | a 1'09"   |
| 3    | Marta Bastianelli | SAF     | a 1'46"   |
| 4    | Marianne Vos      | DSB     | s.t.      |
| 5    | Claudia Häusler   | NUR     | a 2'56"   |

## Evoluzione delle classifiche
| Tappa (Vincitrice)       | Classifica generale Maglia rosa | Classifica a punti Maglia ciclamino | Classifica GPM Maglia verde | Classifica giovani Maglia bianca |
| ------------------------ | ------------------------------- | ----------------------------------- | --------------------------- | -------------------------------- |
| Prol (Edita Pučinskaitė) | Edita Pučinskaitė               | Non assegnata                       | Non assegnata               | Monica Holler                    |
| 1ª (Giorgia Bronzini)    | Edita Pučinskaitė               | Giorgia Bronzini                    | Non assegnata               | Monica Holler                    |
| 2ª (Marianne Vos)        | Diana Žiliūtė                   | Marianne Vos                        | Non assegnata               | Monica Holler                    |
| 3ª (Edita Pučinskaitė)   | Edita Pučinskaitė               | Marianne Vos                        | Edita Pučinskaitė           | Claudia Häusler                  |
| 4ª (Ina-Yoko Teutenberg) | Edita Pučinskaitė               | Marianne Vos                        | Edita Pučinskaitė           | Claudia Häusler                  |
| 5ª (Nicole Brändli)      | Edita Pučinskaitė               | Marianne Vos                        | Svetlana Bubnenkova         | Linda Villumsen                  |
| 6ª (Judith Arndt)        | Edita Pučinskaitė               | Marianne Vos                        | Svetlana Bubnenkova         | Linda Villumsen                  |
| 7ª (Ina-Yoko Teutenberg) | Edita Pučinskaitė               | Marianne Vos                        | Svetlana Bubnenkova         | Linda Villumsen                  |
| 8ª (Svetlana Bubnenkova) | Edita Pučinskaitė               | Marianne Vos                        | Svetlana Bubnenkova         | Tatiana Guderzo                  |
| Classifiche finali       | Edita Pučinskaitė               | Marianne Vos                        | Svetlana Bubnenkova         | Tatiana Guderzo                  |